# Unión Progresista de Trabajadores y Agricultores
La Unión Progresista de Trabajadores y Agricultores (en neerlandés, Progressieve Arbeiders- en Landbouwersunie), conocido por su siglas PALU, es un partido político de Surinam con orientación socialista.

## Historia
El partido tiene sus orígenes en el grupo de presión del mismo nombre fundado en 1973. Este grupo fundó un partido político a principios de 1977 con el fin de participar en las elecciones generales de ese año. Luego del golpe de Estado de 1980, el partido trató de dirigir una revuelta para llevar a cabo una revolución obrera. Bajo el mando de Iwan Krolis y Errol Alibux, la PALU mantuvo un estrecho contacto con la jefatura militar encabezada por Dési Bouterse y fue el único partido que tenía permitido estar políticamente activo en esa época. PALU estuvo en el poder en 1981 y 1983 con Errol Alibux en el cargo de Primer Ministro.
En las elecciones generales de 2010, PALU fue parte de la alianza electoral Megacombinatie bajo el mando del Partido Nacional Democrático dirigido por Desi Bouterse. En las elecciones generales de 2015, PALU participó, pero de manera individual, y solo obtuvo el 0.67% de los votos, consiguió un asiento en el Distrito de Coronie.
En las elecciones generales de 2020 pierden el único escaño que habían obtenido 5 años atrás. 